# Benedicto Godoy
Benedicto Godoy Veizaga (né le 28 juillet 1924 à La Paz en Bolivie et mort à une date inconnue) est un footballeur bolivien, qui jouait attaquant.

## Biographie
On sait peu de choses sur sa carrière de club, sauf peut-être qu'il a évolué de 1949 à 1951 au Feroviario La Paz, durant la période où il fut sélectionné par l'entraîneur italien Mario Pretto pour disputer la coupe du monde 1950 au Brésil avec l'équipe de Bolivie, où son équipe ne passe pas le 1er tour, éliminée par le futur champion du monde, l'Uruguay. Godoy a également pris part à la Copa América 1949.